# مركع

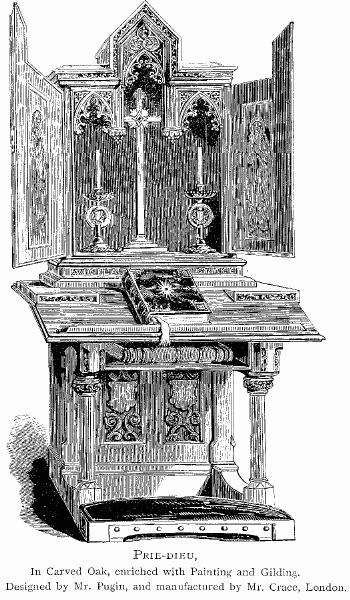
مركع كبير منحوت باتقان ذو مذبح مدمج يمكن غلوق وطويّ

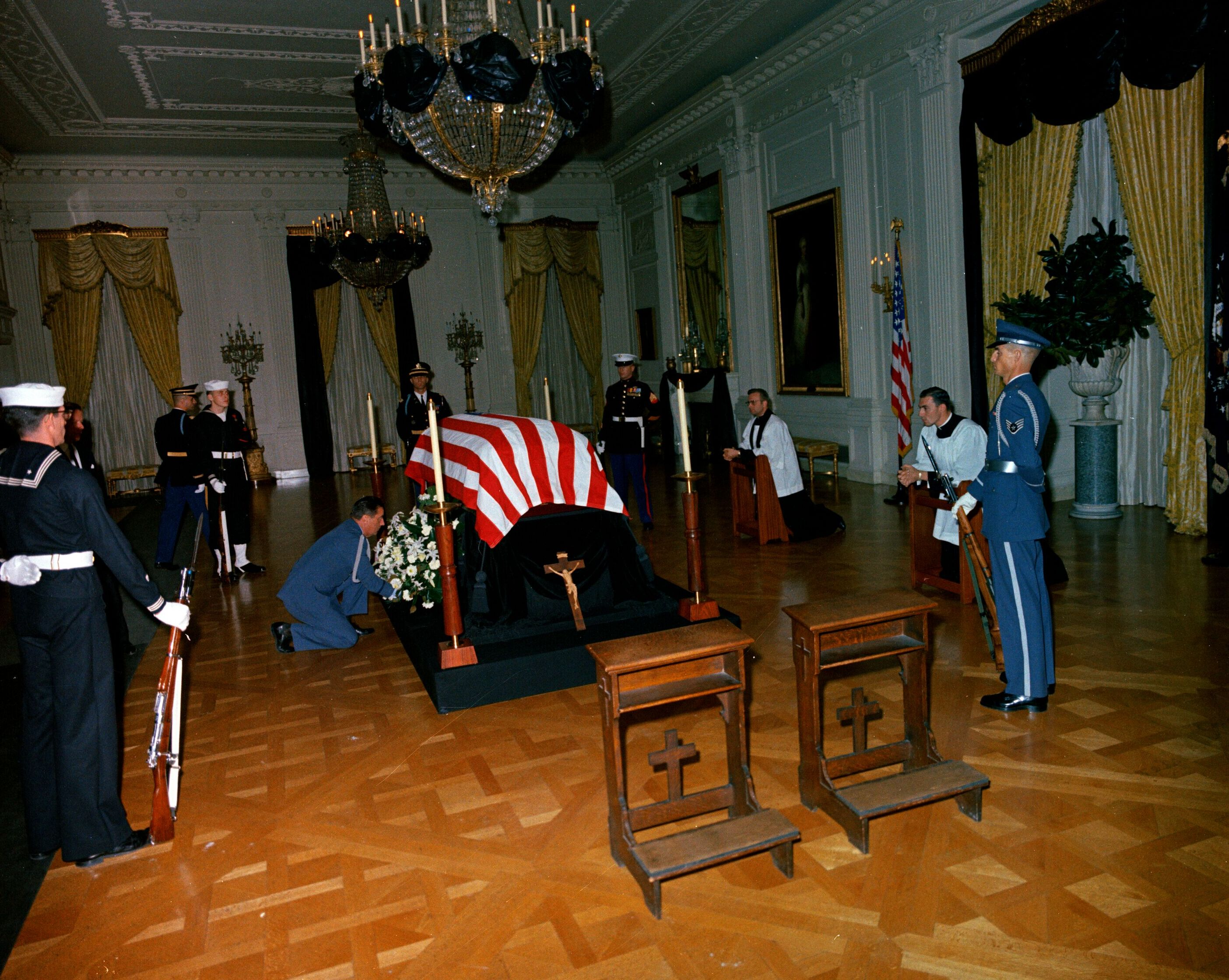
مركع مواجه لنعش الرئيس الأمريكي السابق جون كينيدي في الغرفة الشرقية للبيت الأبيض في عام 1963. كاهنان على مركعين آخرين يُرَين عن يمين الصورة

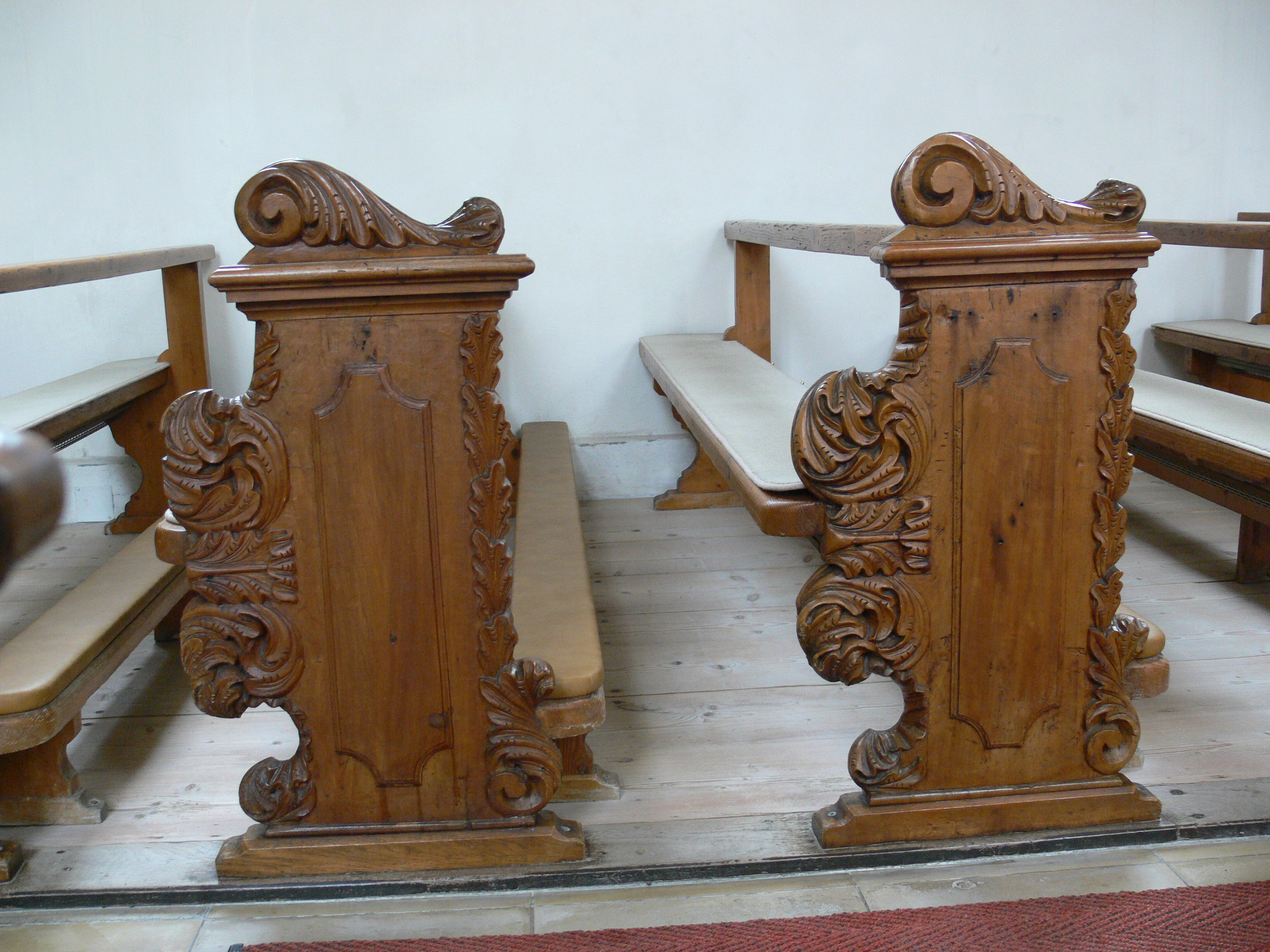
مقاعد في الكنيسة ذات مركع

المَرْكَع هو نوع من مقاعد الصلاة مخصص في المقام الأول للاستخدام الخاص في طقوس العبادة المسيحية ،وقد يُرى في الكنائس.